# Середа, Ян
Ян (Я́нка, Ива́н Ники́тович) Середа́ (бел. Ян (Янка, Іван Мікітавіч) Серада; 1 [13] мая 1879, д. Задвея, Новогрудский уезд, Минская губерния (ныне Барановичский район, Брестская область) — после 19 ноября 1943) — белорусский общественный и политический деятель, педагог, публицист.

## Биография

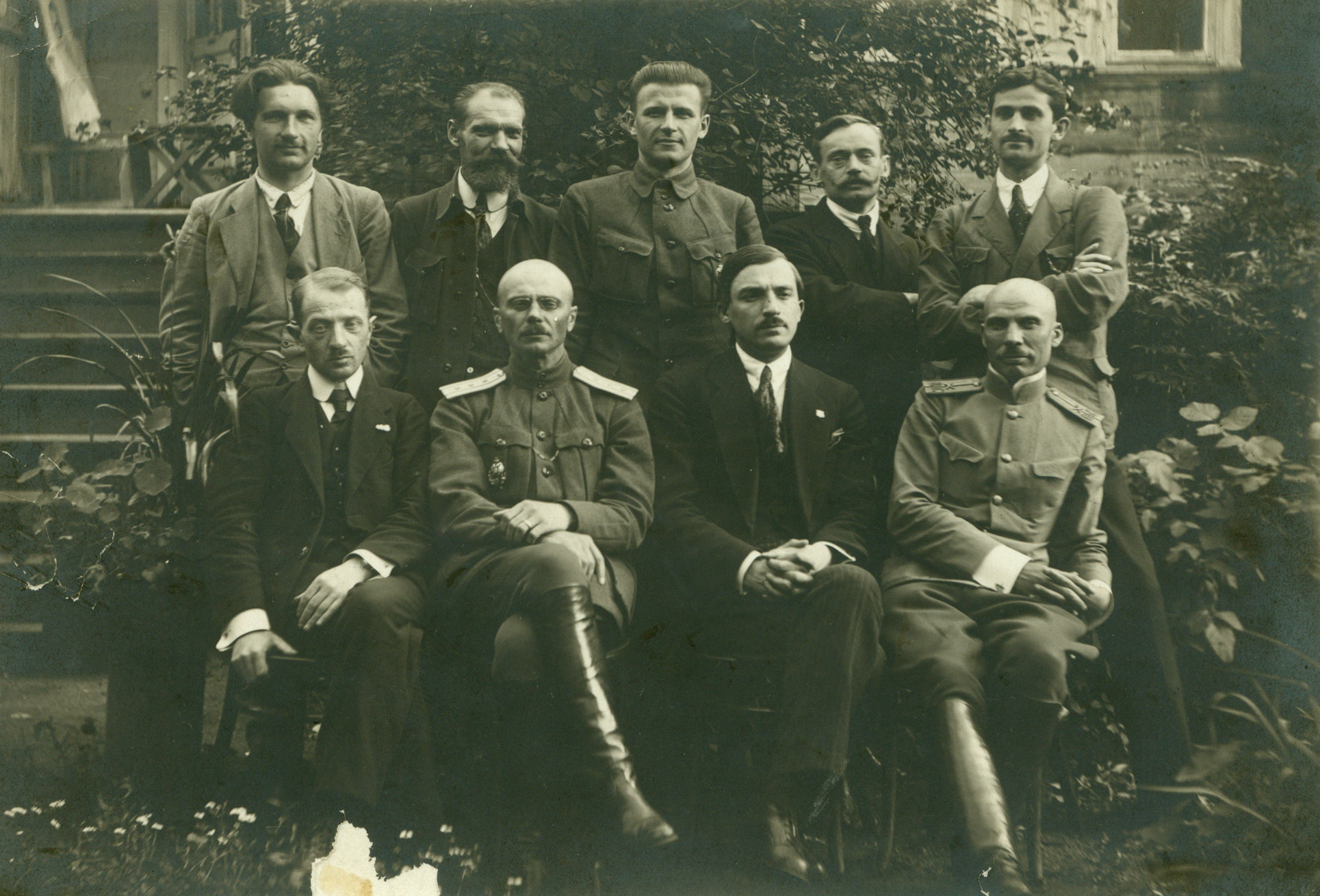
Первое правительство БНР. Ян Середа сидит второй слева

Окончил Варшавский ветеринарный институт (1903). В 1905—1906 годах служил в армии в Маньчжурии. Работал ветеринаром в Минской губернии (1907—1911), тогда же преподавал в Марьиногорском сельскохозяйственном училище. Был мобилизован во время Первой мировой войны.
Член Белорусской социалистической громады. Председатель президиума Всебелорусского съезда (1917), Рады БНР (1918). Как председатель Рады, 25 марта 1918 года подписывает декларацию о полной независимости Белорусской Народной Республики. «У Середы трясутся руки: всем ясно, что совершается исторический, но для германских оккупационных властей неприемлемый шаг».
Член ЦК Белорусского партии социалистов-федералистов (1918). Входил во Временный Белорусский национальный комитет, президиум Наивысшей рады БНР (1919—1920).
Работал в Наркомате земледелия БССР. Научный сотрудник и заведующий библиотеки Инбелкульта, преподаватель МБПТ (1921—1925). Организатор и директор Минского ветеринарно-зоотехничного техникума (1923—1924). Доцент БСХА в Горы-Горках (июль 1925 — декабрь 1929). Научный сотрудник Белорусского НИИ сельского и лесного хозяйства (с 1927). Исследовал методы содержания и кормления сельскохозяйственных животных.
Был арестован ГПУ БССР 4 июля 1930 в связи с делом «Союза освобождения Белоруссии». Постановлением Коллегии ОГПУ СССР от 10 апреля 1931 года сослан в Ярославль сроком на 5 лет. Повторный приговор вынесен 27 декабря 1941; получил 10 лет лишения свободы. Досрочно освобождён 19 ноября 1943 из Краслага (Красноярский край). Дальнейшая судьба неизвестна. По первому приговору реабилитирован 10 июля 1988, по второму — 16 января 1989.

## Творчество
Публиковался с 1914 года (журнал «Соха»). Выступал в печати с научными, научно-популярными и публицистическими статьями на сельскохозяйственные темы.

### Произведения
- Як трэба каваць коні. Мн., 1926.
- Ветэрынарыя і зоагігіена. Кн. 1-2. Мн., 1927—1928.
- Пабудова сіласаў у калгасах і саўгасах. Мн., 1930.